# Marie-Françoise Leclère
Pour les articles homonymes, voir Leclère.
Marie-Françoise Leclère, née le 20 avril 1942 à Persan (Seine-et-Oise à l'époque) et morte le 27 avril 2021 à Paris 12e, est une journaliste et une scénariste française, rédacteur en chef des services culturels à l'hebdomadaire Le Point jusqu'en juillet 2007. Elle avait auparavant travaillé au magazine féminin Elle.

## Biographie
Elle est coscénariste du film de José Pinheiro, Les Mots pour le dire, sorti le 12 octobre 1983.
En 1994, elle est membre du jury du Festival de Cannes.
Elle meurt le 27 avril 2021, à l'âge de 79 ans d'un cancer foudroyant.

### Vie privée
Elle est l'épouse de Lucien Bodard jusqu'à la mort de celui-ci.